# Albert Sangrà
Albert Sangrà (Barcelona, 1960) és un pedagog català, especialitzat en aprenentatge en línia.
Es va llicenciar en pedagodia a la Universitat de Barcelona, i va completar el seus estudis amb un postgrau a la Open University en educació a distància i un diploma sobre educació i tecnologia a la Universitat Harvard.
Fou el primer director acadèmic de la Universitat Oberta de Catalunya, i posteriorment ha participat en diversos programes de l'àmbit de l'educació a distància a Catalunya, Europa, Amèrica i Àsia.
Ha sigut director de la Càtedra UNESCO d'Educació i Tecnologia de la mateixa universitat i forma part del consell editorial de l'American Journal of Distance Education. Des del 2016 és Director del Programa de Doctorats Industrials de la Generalitat de Catalunya. És membre de la Societat Catalana de Pedagogia.
Ha publicat diversos llibres de divulgació, com són Eina d'autor per a disseny de casos (Ceprom, 1998), Aprenentatge i Virtualitat (Ediuoc-Proa, 1999) i Aprendre a la Virtualitat (Gedisa, 2000), entre molts d'altres.